# Вишнёвский сельсовет (Щигровский район)
Вишнёвский сельсове́т — сельское поселение в Щигровском районе Курской области. 
Административный центр — посёлок Вишнёвка.

## География
Населённые пункты Вишнёвского сельсовета (кроме Вишнёвки) расположены по берегам реки Полевая плата.

## История
В послевоенные годы на территории Щигровского района существовал Семёновский сельсовет.
28 июня 1965 года из Пригородненского сельсовета в состав Семёновского сельсовета был передан посёлок Щигровского плодопитомнического совхоза.
В декабре 1975 года деревни Бродок и Немцовка Семёновского сельсовета были включены в состав города Щигры.
Решением Президиума Курского областного Совета народных депутатов №3 от 9 января 1992 года административный центр Семёновского сельсовета был перенесён из деревни Семёновка в посёлок Вишнёвое, в связи с этим Семёновский сельсовет был переименован в Вишнёвский сельсовет.
Вишнёвский сельсовет получил статус сельского поселения в соответствии с законом Курской области №48-ЗКО «О муниципальных образованиях Курской области» от 14 октября 2004 года. 

## Транспорт
По территории Вишнёвского сельсовета проходят автомобильные дороги Щигры — Тим и Щигры — Черемисиново, осуществляется пригородное автобусное сообщение с городом Щигры.

## Население
| 2002 | 2010 | 2012 | 2013 | 2014 | 2015 | 2016 |
| ---- | ---- | ---- | ---- | ---- | ---- | ---- |
| 770  | ↘670 | ↘639 | ↘632 | ↘622 | ↘612 | ↘596 |
| 2017 | 2018 | 2019 | 2020 | 2021 |      |      |
| ↘577 | ↗585 | ↘567 | ↘550 | ↘528 |      |      |

## Состав сельского поселения
| № | Населённый пункт | Тип населённого пункта          | Население |
| - | ---------------- | ------------------------------- | --------- |
| 1 | Вишневка         | посёлок, административный центр | ↘494      |
| 2 | Ивановка         | деревня                         | ↘7        |
| 3 | Малый Щигорчик   | деревня                         | ↘5        |
| 4 | Мальцевка        | деревня                         | ↗9        |
| 5 | Полевое          | деревня                         | ↘14       |
| 6 | Семёновка        | деревня                         | ↗68       |
| 7 | Сергеевка        | деревня                         | ↘73       |